# 山崎弘美
山崎 弘美（やまざき ひろみ、1932年10月9日 - 2013年5月20日）は、長野県出身のプロ野球選手。

## 経歴
辰野高校から1952年に読売ジャイアンツへ入団。1958年の二軍の国鉄・大洋との北海道遠征では、青函連絡船で函館に着くと朝市で毛ガニを両手で抱えきれないくらい買ってくるなど、めぼしい駅に着く度に地元の名物を買い込んできたほか、買い出し・列車の手配など、マネージャー兼任で活躍した。また、巨人軍合宿所の小山寮長の信頼が厚く、そのうち副寮長格になって寮長の隣の部屋に住んでいたという。しかし、広田順・藤尾茂・森昌彦ら強力な捕手陣の壁を崩せず、一軍試合出場は1959年の2試合のみで、1960年に引退。
引退直後にスコアラーへ就任し、日本初の先乗りスコアラーとして活動した。1961年に川上哲治が監督に就任すると同時に1軍チーフマネージャーに就任し、V9時代を陰で支えた。1976年からはスカウトへ就任し、角盈男、原辰徳、江川卓らの獲得に関わった。1981年に藤田元司が監督になると再び1軍チーフマネージャーに就任し、王貞治監督時代の1985年まで担当した。1986年以降は球団営業部長、OB会代表幹事を歴任した。2013年5月20日午後0時24分、呼吸不全のため横浜市の病院で死去。80歳没。告別式では原辰徳、王貞治が弔辞を読んだ。

## 詳細情報

### 年度別打撃成績
| 年 度     | 球 団     | 試 合 | 打 席 | 打 数 | 得 点 | 安 打 | 二 塁 打 | 三 塁 打 | 本 塁 打 | 塁 打 | 打 点 | 盗 塁 | 盗 塁 死 | 犠 打 | 犠 飛 | 四 球 | 敬 遠 | 死 球 | 三 振 | 併 殺 打 | 打 率 | 出 塁 率 | 長 打 率 | O P S |
| --------- | --------- | ----- | ----- | ----- | ----- | ----- | -------- | -------- | -------- | ----- | ----- | ----- | -------- | ----- | ----- | ----- | ----- | ----- | ----- | -------- | ----- | -------- | -------- | ----- |
| 1959      | 巨人      | 2     | 1     | 1     | 1     | 0     | 0        | 0        | 0        | 0     | 0     | 0     | 0        | 0     | 0     | 0     | 0     | 0     | 1     | 0        | .000  | .000     | .000     | .000  |
| 通算：1年 | 通算：1年 | 2     | 1     | 1     | 1     | 0     | 0        | 0        | 0        | 0     | 0     | 0     | 0        | 0     | 0     | 0     | 0     | 0     | 1     | 0        | .000  | .000     | .000     | .000  |

### 背番号
- 48 （1952年 - 同年途中、1953年 - 同年途中）
- 42 （1952年途中 - 同年終了、1953年途中 - 同年途中、1954年 - 1960年）
- 9 （1953年途中 - 同年終了）